# Улица Побежимова (Владикавказ)
Улица Побежимова — улица в городе Владикавказ, Северная Осетия, Россия. Находится в Иристонском муниципальном округе между улицей Бакинской и Братьев Щукиных. Начинается от Бакинской улицы.
Улицу Побежимова пересекает улицы Максима Горького и Куйбышева.
Названа в честь советского лётчика Григория Побежимова (1897—1937), борт-механика и члена экипажа Сигизмунда Леваневского.
Образовалась в 1920-е года. Впервые отмечена под собственным наименованием в 1943 году на Плане города Орджоникидзе.

## Источник
- Владикавказ. Карта города, 2011.
- Кадыков А. Н. Улицы, переулки, площади и проспекты г. Владикавказа: справочник. — Владикавказ: Респект, 2010. — С. 294. — С. 512 — ISBN 978-5-905066-01-6
- Торчинов В. А., Владикавказ., Краткий историко-краеведческий справочник, Владикавказ, Северо-Осетинский научный центр, 1999, стр. 119, ISBN 5-93000-005-0